# Frank Bartley
Pour les articles homonymes, voir Bartley.
Frank Bartley IV, né le 25 février 1994 à Baton Rouge, en Louisiane, est un joueur américain de basket-ball évoluant au poste d'arrière.

## Biographie

### Carrière universitaire
Entre 2013 et 2015, il joue pour les Cougars de BYU à l'université Brigham-Young.
Entre 2016 et 2018, il joue pour les Ragin' Cajuns de Louisiane à l'université de Louisiane à Lafayette.

### Carrière professionnelle

#### Saint John Riptide (2018-2019)
Le 21 juin 2018, automatiquement éligible à la draft 2018 de la NBA, il n'est pas sélectionné.
Le 29 octobre 2018, il signe son premier contrat professionnel avec le Riptide de Saint-Jean au Canada.

#### CB Ciudad de Valladolid (2019-2020)
Le 31 juillet 2019, il signe un contrat avec le CB Ciudad de Valladolid en LEB Oro en Espagne.

#### Medi Bayreuth (2020-2021)
Le 8 juillet 2020, Bartley signe avec l'équipe allemande du Medi Bayreuth.

#### Bakken Bears (août - sept. 2021)
Le 20 août 2021, Bartley signe avec l'équipe danoise des Bakken Bears.

#### Ironi Ness Ziona B.C. (2021-2022)
Le 20 septembre 2021, Bartley signe avec l'équipe israélienne de l'Ironi Ness Ziona B.C. (en).

#### Pallacanestro Trieste (2022-2023)
Le 23 juillet 2022, Bartley signe avec l'équipe italienne du Pallacanestro Trieste.
Durant l'été 2023, il participe à la NBA Summer League de Las Vegas avec les Pelicans de La Nouvelle-Orléans.

## Statistiques

### Universitaires
| Saison    | Équipe        | Matchs | Titul. | Min./m | % Tir | % 3pts | % LF | Rbds/m. | Pass/m. | Int/m. | Ctr/m. | Pts/m. |
| --------- | ------------- | ------ | ------ | ------ | ----- | ------ | ---- | ------- | ------- | ------ | ------ | ------ |
| 2013-2014 | Brigham Young | 34     | 0      | 10,9   | 37,0  | 33,3   | 51,6 | 2,12    | 0,74    | 0,38   | 0,18   | 3,88   |
| 2014-2015 | Brigham Young | 33     | 0      | 9,3    | 38,1  | 29,2   | 61,4 | 1,79    | 1,18    | 0,45   | 0,33   | 2,48   |
| 2016-2017 | Louisiane     | 33     | 33     | 32,4   | 44,1  | 35,8   | 71,8 | 4,30    | 2,58    | 1,67   | 0,09   | 15,27  |
| 2017-2018 | Louisiane     | 33     | 33     | 30,7   | 43,3  | 38,3   | 86,0 | 3,58    | 1,97    | 1,36   | 0,09   | 17,76  |
| Carrière  | Carrière      | 133    | 66     | 20,7   | 42,5  | 36,5   | 73,2 | 2,94    | 1,61    | 0,96   | 0,17   | 9,80   |

## Palmarès

### Universitaire
- First team All-Sun Belt en 2018
- Second team All-Sun Belt en 2017
- Sun Belt Newcomer de l'année en 2017

### Professionnel
- Meilleur marqueur de Serie A en 2023
- Joueur de l'année de LEB Oro en 2020
- First team All-NBLC en 2019
- Rookie de l'année de NBL Canada en 2019